# Timpson
La ville américaine de Timpson est située dans le comté de Shelby, dans l’État du Texas. Lors du recensement de 2010, elle comptait 1 155 habitants.